# Rue Jolly (Bruxelles)
Pour les articles homonymes, voir Rue Jolly.
La rue Jolly (en néerlandais : Jollystraat) est une rue bruxelloise de la commune de Schaerbeek qui va du carrefour du boulevard du Roi Albert II et de la rue Rogier à la rue Destouvelles en passant par la place Gaucheret.

## Histoire et description
La rue porte le nom d'un militaire et homme politique belge, le baron André Jolly, né à Bruxelles le 13 avril 1799 et décédé à Bruxelles le 3 décembre 1883.
La numérotation des habitations va de 123 à 187 pour le côté impair et de 134 à 188 pour le côté pair.
Etterbeek possède un square Docteur Jean Joly.